# فهرست جانوران اهلی
حیوانات اهلی، از جمله حیواناتی هستند که انسان ها میتوانند آن هارا به تربیت خود در بیاورند. 
حیوانات اهلی دو دسته هستند یکی[حیوانات خانگی] و دیگری [حیوانات مزرعه ایی] هستند

## فهرست جانوران اهلی
| گونه‌ها و زیر گونه‌ها                       | گونه وحشی                             | تاریخ                                         | نخستین مکان                   | دلیل | نگاره | درجه و نوع اهلی‌سازی                                                                                          | وحشی در مقایسه با اسیر                                                                   |
| ----------------------------------------- | ------------------------------------- | --------------------------------------------- | ----------------------------- | --- | ----- | --- | ---------------------------------------------------------------------------------------- |
| سگ (Canis lupus familiaris)               | گرگ (Canis lupus)                     | بین ۳۰٬۰۰۰ پیش از میلاد و ۱۵٬۰۰۰ پیش از میلاد | آسیا                          | گوشت، پشم، حیوان خانگی، نمایش دادن، شکار کردن، باربری، تحقیقات، مذهب، جنگیدن، مسابقه، ترابری، کار کردن، نجات دادن، هدایت کردن، خدمت‌دهی، گله‌داری، نگهبانی، چوپانی، کنترل آفت |       | | دراسارت بسیار فراوان هستند، خویشاوندان در حیات وحش به مراتب کمترند.                      |
| گوسفند (Ovis aries)                       | گوسفند وحشی (Ovis orientalis)         | بین ۱۱٬۰۰۰ پیش از میلاد و ۹۰۰۰ پیش از میلاد   | ایران                         | نخ و الیاف، گوشت، شیر، چرم، پشم، کاغذ پوستی، حیوان خانگی، نمایش دادن، مسابقه، مذهب، تحقیقات، نگهبانی، جنگیدن، تزئینی                                                        |       | کمی تغییرات فیزیکی                                                                                           | در اسارت فراوان هستند، در حیات وحش گونه در معرض خطر                                      |
| بز (Capra aegagrus hircus)                | بز کوهی (Capra aegagrus)              | ۸۰۰۰ پیش از میلاد                             | ایران                         | شیر، گوشت، نخ و الیاف، کار کردن، پوست، مو، نمایش دادن، مسابقه، مذاهب، جنگیدن، تمیزکردن، حیوان خانگی                                                                         |       | کمی تغییر فیزیکی                                                                                             | در اسارت فراوان هستند، در حیات وحش گونه در معرض خطر. بزهای اهلی که وحشی شده‌اند فراوانند. |
| گاو (Bos primigenius taurus)              | ارخص (Bos primigenius) (extinct)      | ۸۰۰۰ پیش از میلاد                             | اروپا، آسیا و آفریقای شمالی   | گوشت، شیر، چرم، پوست، کار کردن، شخم زدن، باربری، کاغذ پوستی، خون، انسولین، حمل و نقل، کود حیوانی، جنگیدن، نمایش دادن، حیوان خانگی، مذهب                                     |       | کمی تغییر فیزیکی                                                                                             | در اسارت فراوانند، گونه‌های وحشی آن منقرض شده‌اند.                                         |
| مرغ خانگی (Gallus gallus domesticus)      | مرغ جنگلی سرخ (Gallus gallus)         | ۶۰۰۰ پیش از میلاد                             | شبه‌قاره هند و آسیای جنوب شرقی | گوشت، تخم، پر، چرم، نمایش دادن، مسابقه، تزئینی، جنگیدن، حیوان خانگی | مرغ   | کمی تغییرات فیزیکی                                                                                           |                                                                                          |
| خر (Equus africanus asinus)               | خر وحشی آفریقایی (Equus africanus)    | ۵۰۰۰ پیش از میلاد                             | مصر                           | ترابری، کار کردن، شخم زدن، باربری، سوار شدن، گوشت، شیر، حیوان خانگی، مسابقه، نگهبانی                                                                                        | خر    | کمی تغییرات فیزیکی                                                                                           |                                                                                          |
| اردک اهلی (Anas platyrhynchos domesticus) | کله‌سبز (Anas platyrhnchos)            | ۴۰۰۰ پیش از میلاد                             | جمهوری خلق چین                | گوشت، چربی، کبد چرب، پر و down، خون، تخم، حیوان خانگی، نمایش دادن، مسابقه، تزئینی                                                                                           |       | تغییرات فیزیکی قابل توجه                                                                                     |                                                                                          |
| اسب (Equus ferus caballus)                | اسب وحشی (Equus ferus)                | ۴۰۰۰ پیش از میلاد                             | Eurasian Steppes              | گوشت، ترابری، کار کردن، هدایت کردن، خدمت‌دهی، شکار کردن، execution، شخم زدن، باربری، سوار شدن، جنگیدن، نمایش دادن، عروسی‌ها، مسابقه، مذاهب، شیر، حیوان خانگی                  |       | رام، کمی تغییر فیزیکی بیشتر در رنگ حیوان                                                                     | در اسارت فراوان است، در حیات وحش نادر                                                    |
| کرم ابریشم (Bombyx mori)                  | Wild silkmoth (Bombyx mandarina)      | ۳۰۰۰ پیش از میلاد                             | جمهوری خلق چین                | ابریشم، خوراک، حیوان خانگی، گوشت |       | نسبت به جمعیت وحشی بدون تغییر مانده‌است                                                                       |                                                                                          |
| کبوتر اهلی (Columba livia domestica)      | کبوتر چاهی (Columba livia)            | ۳۰۰۰ پیش از میلاد                             | حوضه مدیترانه                 | نمایش دادن، عروسی‌ها، پیام‌رسان، گوشت، مسابقه، حیوان خانگی |       | به‌طور دستی به شکل واریته‌های گوناگون درآمده‌اند، گوشت پرندگان، مسابقه/پیام‌رسان پرندگان، و دوستداران پر پرندگان |                                                                                          |
| غاز اهلی (Anser anser domesticus)         | غاز خاکستری (Anser anser)             | ۳۰۰۰ پیش از میلاد                             | مصر                           | گوشت، چربی، foie gras، پر و down، تخم، نمایش دادن، نگهبانی، حیوان خانگی |       | تغییرات فیزیکی قابل توجه                                                                                     |                                                                                          |
| بوقلمون (Meleagris gallopavo)             | بوقلمون وحشی (Meleagris gallopavo)    | 180                                           | مکزیک، ایالات متحده آمریکا    | گوشت، پر، تخم، نمایش دادن، حیوان خانگی |       | تغییرات فیزیکی قابل توجه                                                                                     |                                                                                          |
| ماهی قرمز (Carassius auratus auratus)     | کپور پروسی (Carassius gibelio)        | ۳۰۰–۴۰۰                                       | جمهوری خلق چین                | حیوان خانگی، نمایش دادن، مسابقه، تزئینی |       | اهلی شده/ در اسارت، تغییرات فیزیکی مشخص                                                                      |                                                                                          |
| Domestic rabbit (Oryctolagus cuniculus)   | خرگوش اروپایی (Oryctolagus cuniculus) | 600                                           | اروپا                         | گوشت، پشم، نخ و الیاف، حیوان خانگی، نمایش دادن، مسابقه، تحقیقات |       | رام، تغییرات فیزیکی مشخص                                                                                     |                                                                                          |
| قناری اهلی (Serinus canaria domestica)    | قناری (Serinus canaria)               | قرن پانزدهم میلادی                            | جزایر قناری، اروپا            | حیوان خانگی، تحقیقات، نمایش دادن، استخراج معدن، جنگیدن |       | کمی تغییرات فیزیکی                                                                                           |                                                                                          |
| شتر دوکوهانه (Camelus bactrianus)         | شتر وحشی باختر (Camelus bactrianus)   | ۲۵۰۰ پیش از میلاد                             | آسیای میانه                   | شیر، کار کردن، شکار کردن، شخم زدن، باربری، ترابری، سوار شدن، جنگیدن، نمایش دادن، عروسی‌ها، مسابقه، مذهب، گوشت، مو                                                            |       | رام، تغییرات فیزیکی جزئی                                                                                     | در اسارت نسبتاً فراوانند، در حیات وحش به صورت جدی در معرض تهدید هستند                     |

## جانوران نیمه‌اهلی، پرورش‌یافته در اسارت، وضعیت اهلی‌شدن نامشخص
با توجه نامشخص بودن میزان اهلی شدن جانوران، چندین جانور به صورت کامل اهلی نمی‌شوند و چندین گونه به صورت خانگی به عنوان حیوان خانگی توسط انسان‌ها نگهداری می‌شوند ولی به صورت مشخص جزو جانوران وحشی نیستند. بسیاری از جانوران این فهرست، گونه وحشی آن‌ها توسط انسان منقرض شده‌است. خیلی از آن‌ها را نمی‌توان در حیات وحش رها کرد و به انسان وابسته هستند.
| گونه‌ها و زیر گونه‌ها                                    | گونه وحشی                                              | تاریخ                     | اولین مکان                               | دلیل                                                                               | نگاره | درجه و نوع اهلی‌سازی                                                                                   | وحشی در مقایسه با اسیر                           |
| ------------------------------------------------------ | ------------------------------------------------------ | ------------------------- | ---------------------------------------- | ---------------------------------------------------------------------------------- | ----- | --- | ------------------------------------------------ |
| زنبور عسل اروپایی (Apis mellifera)                     | Western honey bee (Apis mellifera)                     | ۴۰۰۰ پیش از میلاد         | اروپا، آسیا و آفریقا                     | عسل، موم، گرده‌افشانی                                                               |       | اهلی شده                                                                                              |                                                  |
| Italian bee (Apis mellifera ligustica)                 | Italian bee (Apis mellifera ligustica)                 | 1880s                     | ایتالیا                                  | عسل، گرده‌افشانی                                                                    |       | به آسانی اهلی می‌شود                                                                                   |                                                  |
| European dark bee (Apis mellifera mellifera)           | European dark bee (Apis mellifera mellifera)           | دوران مدرن                | اروپا                                    | عسل، گرده‌افشانی                                                                    |       | اهلی شده در اسارت                                                                                     |                                                  |
| Carniolan honey bee (Apis mellifera carnica)           | Carniolan honey bee (Apis mellifera carnica)           | زمان نامشخص               | اسلوونی                                  | usg، گرده‌افشانی                                                                    |       | راحت اهلی می‌شود                                                                                       |                                                  |
| طاووس هندی (Pavo cristatus)                            | Indian Peafowl (Pavo cristatus)                        | ۵۰۰ پیش از میلاد          | هند                                      | نمایش، پر، گوشت، landscaping, ornamental، حیوانات خانگی، باغ پرندگان               |       | Held/tame in capticity                                                                                |                                                  |
| مرغ عشق (Melopsittacus undulatus)                      | Budgerigar (Melopsittacus undulatus)                   | 1850s                     | استرالیا                                 | حیوانات خانگی، نمایش، پرنده سخنگو                                                  |       | Plumage changes, some breeds are physically larger                                                    |                                                  |
| مار ذرت (Pantherophis gutttatus)                       | Corn snake (Pantherophis guttatus)                     | 1960s                     | ایالات متحده آمریکا                      | حیوانات خانگی                                                                      |       | اهلی‌شده در اسارت                                                                                      |                                                  |
| فنچ جاوه (Padda oryzivora)                             | Java Sparrow (Padda oryzivora)                         | دودمان مینگ               | جمهوری خلق چین                           | حیوانات خانگی                                                                      |       | رنگهای غیروحشی ابلق و رنگ‌های دوس‌داشتنی جاوه در اسارت در مسیر طولانی خطوط ژنتیکی آسیایی دست‌آموز هستند. |                                                  |
| عروس هلندی (Nymphicus hollandicus)                     | Cockatiel (Nymphicus hollandicus)                      | دهه 1870 میلادی           | استرالیا                                 | حیوانات خانگی، نمایش، پرنده سخنگو                                                  |       | |                                                  |
| تیره‌راسوی آمریکایی (Neovison vison)                    | American mink (Neovison vison)                         | سده ۱۹ میلادی             | آمریکای شمالی                            | fur، حیوانات خانگی، ratting                                                        |       | در اسارت رام است                                                                                      |                                                  |
| فیل آسیایی (Elephas maximus)                           | Asian elephant (Elephas maximus)                       | ۲۰۰۰ پیش از میلاد         | تمدن دره سند                             | کار کردن، شخم زدن، ترابری، سواری، شکار، نمایش، مسابقه، جنگیدن، اجرا، آیین‌ها، عروسی |       | در اسارت رام است                                                                                      |                                                  |
| فیل هندی (Elephas maximus indicus)                     | Indian elephant (Elephas maximus indicus)              | نامعلوم                   | هند                                      | کار کردن، ceremonies, weddings, religions, mount, transportation                   |       | نیمه اهلی                                                                                             |                                                  |
| تابیده‌شاخ (Addax nasomaculatus)                        | Addax (Addax nasomaculatus)                            | ۲۵۰۰ پیش از میلاد         | مصر                                      | گوشت، horns, leather, skin                                                         |       | در اسارت رام است                                                                                      | جمعیت کوچک در اسارت اما در طبیعت در حال انقراض   |
| تیزشاخ آفریقایی (Oyrx dammah)                          | Scimitar oryx (Oyrx dammah)                            | ۲۳۲۰–۲۱۵۰ پیش از میلاد    | مصر                                      | گوشت، hides, religions, ceremonies, horns                                          |       | در اسارت رام است                                                                                      | جمعیت کوچک در اسارت اما در طبیعت نزدیک به انقراض |
| اردک موسکووی (Cairina moschata)                        | Muscovy Duck (Cairina moschata)                        | ۷۰۰–۶۰۰ پیش از میلاد      | آمریکای جنوبی                            | گوشت، چربی، پر، تخم، نمایش، حیوانات خانگی                                          |       | در اسارت رام است                                                                                      |                                                  |
| قرمزدانه (Dactylopius coccus)                          | Cochineal (Dactylopius coccus)                         | ۷۰۰–۵۰۰ پیش از میلاد      | شیلی، مکزیک                              | dye                                                                                |       | در اسارت رام است                                                                                      |                                                  |
| Crimsonspotted Rainbowfish (Melanotaenia duboulayi)    | Crimsonspotted Rainbowfish (Melanotaenia duboulayi)    | 1920s                     | Eastern Australia                        | حیوانات خانگی، کنترل آفت                                                           |       | در اسارت رام است                                                                                      |                                                  |
| چینچیلای دم‌دراز (Chinchilla lanigera)                  | Long-tailed Chinchilla (Chinchilla lanigera)           | 1930s                     | آند (رشته‌کوه)                            | حیوانات خانگی، خز، تحقیقات                                                         |       | اهلی شده در اسارت                                                                                     |                                                  |
| چینچیلای دم‌کوتاه (Chinchilla chinchilla)               | Short-tailed Chinchilla (Chinchilla chinchilla)        | 1930s                     | آند (رشته‌کوه)                            | fur                                                                                |       | Raised in Captivity                                                                                   |                                                  |
| Water flea (Daphnia magna)                             | Water flea (Daphnia magna)                             | 1930s                     | آمریکای شمالی، اوراسیا، آفریقا           | تحقیقات                                                                            |       | در اسارت رام است                                                                                      |                                                  |
| سهره گورخری (Taeniopygia guttata)                      | Zebra Finch (Taeniopygia guttata)                      | سده ۲۰ میلادی             | استرالیا                                 | حیوانات خانگی، نمایش                                                               |       | اهلی شده در اسارت                                                                                     |                                                  |
| سمندر مکزیکی (Ambystoma mexicanum)                     | Axolotl                                                | سده ۲۰ میلادی             | مکزیک                                    | تحقیقات، حیوانات خانگی                                                             |       | تغییرات فیزیکی ناچیز                                                                                  |                                                  |
| Green and black poison dart frog (Dendrobates auratus) | Green and Black Poison Dart Frog (Dendrobates auratus) | Mid-to-late سده ۲۰ میلادی | نیکاراگوئه; کاستاریکا; پاناما; کلمبیا    | حیوانات خانگی                                                                      |       | تغییرات فیزیکی ناچیز؛ از دست دادن سمیت                                                                |                                                  |
| قورباغه درختی سبز (Litoria caerulea)                   | Australian Green Tree Frog                             | late سده ۲۰ میلادی        | استرالیا                                 | حیوانات خانگی                                                                      |       | |                                                  |
| Argentine Horned Frog (Ceratophrys ornata)             | Argentine Horned Frog                                  | late سده ۲۰ میلادی        | آرژانتین                                 | حیوانات خانگی                                                                      |       | |                                                  |
| Cranwell's horned frog (Ceratophrys cranwelli)         | Cranwell's Horned Frog                                 | late سده ۲۰ میلادی        | آرژانتین                                 | حیوانات خانگی                                                                      |       | |                                                  |
| گاو کوهی معمولی (Taurotragus oryx)                     | Common eland (Taurotragus oryx)                        | نامعلوم                   | زیمبابوه، آفریقای جنوبی، کنیا            | گوشت، شیر، چرم، hides, شاخ                                                         |       | اهلی شده در اسارت                                                                                     |                                                  |
| کبوتر الماسی (Geopelia cuneata)                        | Diamond Dove (Geopelia cuneata)                        | نامعلوم                   | استرالیا                                 | حیوانات خانگی                                                                      |       | اهلی شده در اسارت                                                                                     |                                                  |
| گاو مشک (Ovibos moschatus)                             | Muskox (Ovibos moschatus)                              | 1960s                     | ایالات متحده آمریکا                      | پشم، گوشت، شیر                                                                     |       | در اسارت رام است                                                                                      |                                                  |
| Grey-banded kingsnake (Lampropeltis alterna)           | Grey-banded kingsnake (Lampropeltis alterna)           | زمان نامشخص               | تگزاس، نیومکزیکو، ایالت چیواوا           | حیوانات خانگی                                                                      |       | در اسارت رام است                                                                                      |                                                  |
| Central Bearded Dragon (Pogona vitticeps)              | Central Bearded Dragon (Pogona vitticeps)              | 1970s                     | استرالیا                                 | حیوانات خانگی                                                                      |       | تغییرات فیزیکی ناچیز                                                                                  |                                                  |
| بادپر شکری (Petaurus breviceps)                        | Sugar glider (Petaurus breviceps)                      | 1980s                     | استرالیا                                 | حیوانات خانگی                                                                      |       | اهلی شده                                                                                              |                                                  |
| خدنگ بزرگ (Herpestes edwardsii)                        | Indian gray mongoose (Herpestes edwardsii)             | زمان نامشخص               | هند                                      | جنگ، کنترل آفت، حیوانات خانگی                                                      |       | در اسارت رام است                                                                                      |                                                  |
| برگچه‌خوار (Hydrochoerus hydrochaeris)                  | Capybara (Hydrochoerus hydrochaeris)                   | زمان نامشخص               | آمریکای جنوبی                            | گوشت، pelt, پوست، حیوانات خانگی                                                    |       | |                                                  |
| سنجاب نخلی هندی (Funambulus palmarum)                  | Indian Palm Squirrel (Funambulus palmarum)             | زمان نامشخص               | هند                                      | حیوانات خانگی                                                                      |       | easy to tame                                                                                          |                                                  |
| Lawson's Dragon (Pogona henrylawsoni)                  | Lawson's Dragon (Pogona henrylawsoni)                  | 1980s                     | استرالیا                                 | حیوانات خانگی                                                                      |       | در اسارت رام است                                                                                      |                                                  |
| Buff-tailed bumblebee (Bombus terrestris)              | Buff-tailed bumblebee (Bombus terrestris)              | 1980s                     | اروپا                                    | wax، گرده‌افشانی                                                                    |       | در اسارت رام است                                                                                      |                                                  |
| قرقاول طلایی (Chrysolophus pictus)                     | Golden Pheasant (Chrysolophus pictus)                  | زمان نامشخص               | جمهوری خلق چین                           | گوشت، ornamental, garden bird                                                      |       | در اسارت رام است                                                                                      |                                                  |
| گوزن ژاپنی (Cervus nippon)                             | گوزن ژاپنی (Cervus nippon)                             | نامعلوم                   | ژاپن، جمهوری خلق چین                     | گوشت، شاخ                                                                          |       | در اسارت رام است                                                                                      |                                                  |
| اردک ماندارین (Aix galericulata)                       | Mandarin Duck (Aix galericulata)                       | نامعلوم                   | جمهوری خلق چین                           | گوشت، چربی، زینتی                                                                  |       | در اسارت رام است                                                                                      |                                                  |
| خدنگ مصری (Herpestes ichneumon)                        | Egyptian mongoose (Herpestes ichneumon)                | نامعلوم                   | مصر                                      | کنترل آفت، حیوانات خانگی                                                           |       | در اسارت رام است                                                                                      |                                                  |
| زنبور عسل هندی (Apis cerana)                           | Asiatic honey bee (Apis cerana)                        | نامعلوم                   | جنوب و آسیای جنوب شرقی                   | عسل، گرده‌افشانی                                                                    |       | اهلی شده در اسارت                                                                                     |                                                  |
| باکلان تمینک (Phalacrocorax capillatus)                | Japanese Cormorant (Phalacrocorax capillatus)          | 960 AD                    | ژاپن                                     | fishing                                                                            |       | در اسارت رام است                                                                                      |                                                  |
| باکلان بزرگ (Phalacrocorax carbo)                      | Great Cormorant (Phalacrocorax carbo)                  | 960 AD                    | جمهوری خلق چین                           | جنگ                                                                                |       | در اسارت رام است                                                                                      |                                                  |
| بلدرچین ژاپنی (Coturnix japonica)                      | Japanese Quail (Coturnix japonica)                     | ۱۱۰۰–۱۹۰۰                 | ژاپن                                     | گوشت، تخم، حیوانات خانگی                                                           |       | اهلی شده در اسارت                                                                                     |                                                  |
| کپور (Cyprinus carpio)                                 | Common carp (Cyprinus carpio)                          | ۱۲۰۰–۱۵۰۰                 | اروپا، آسیا                              | گوشت                                                                               |       | Held/رام در اسارت                                                                                     |                                                  |
| House cricket (Acheta domestica)                       | House cricket (Acheta domestica)                       | 12th century              | غرب آسیا، جمهوری خلق چین، ژاپن           | گوشت، food, fighting، حیوانات خانگی                                                |       | اهلی شده در اسارت                                                                                     |                                                  |
| تیره‌راسوی اروپایی (Mustela lutreola)                   | European mink (Mustela lutreola)                       | 1800s                     | اروپا                                    | fur                                                                                |       | در اسارت رام است                                                                                      |                                                  |
| بلدرچین آبی آسیایی (Coturnix chinensis)                | King Quail (Coturnix chinensis)                        | زمان نامشخص               | آسیا، استرالیا                           | حیوانات خانگی                                                                      |       | |                                                  |
| مرغ جیرفتی (Francolinus pondicerianus)                 | Grey Francolin (Francolinus pondicerianus)             | زمان نامشخص               | هند، پاکستان                             | گوشت، حیوانات خانگی، جنگ                                                           |       | در اسارت رام است                                                                                      |                                                  |
| Lowland Paca (Cuniculus paca)                          | Lowland Paca (Cuniculus paca)                          | نامعلوم                   | مکزیک، آرژانتین                          | گوشت، حیوانات خانگی                                                                |       | در اسارت رام است                                                                                      |                                                  |
| Steppe Lemming (Lagurus lagurus)                       | Steppe Lemming (Lagurus lagururs)                      | نامعلوم                   | استپ                                     | حیوانات خانگی                                                                      |       | |                                                  |
| Degu (Octodon degus)                                   | Degu (Octodon degus)                                   | 1990s                     | شیلی                                     | حیوانات خانگی، تحقیقات                                                             |       | |                                                  |
| Mongolian gerbil (Meriones unguiculatus)               | Mongolian gerbil (Meriones unguiculatus)               | 1990s                     | مغولستان                                 | حیوانات خانگی، تحقیقات                                                             |       | در اسارت رام است                                                                                      |                                                  |
| کاراس (Carassius carassius)                            | Crucian carp (Carassius carassius)                     | 2000s                     | انگلستان، روسیه                          | گوشت، حیوانات خانگی                                                                |       | |                                                  |
| Indian honey bee (Apis cerana indica)                  | Indian honey bee (Apis cerana indica)                  | نامعلوم                   | هند                                      | عسل، گرده‌افشانی                                                                    |       | در اسارت رام است                                                                                      |                                                  |
| گوزن شمالی                                             | Reindeer (Rangifer tarandus)                           | ۳۰۰۰ پیش از میلاد         | آسیا subarctic.                          | گوشت، شیر، ترابری، کار کردن، draft, سواری، hides, مسابقه، چرم، شاخ                 |       | نیمه‌اهلی                                                                                              |                                                  |
| طوطی‌کاکلی سفید (Cacatua alba)                          | White Cockatoo (Cacatua alba)                          | دودمان تانگ               | جمهوری خلق چین                           | حیوانات خانگی، نمایش                                                               |       | |                                                  |
| گوزن زرد اروپایی (Dama dama)                           | Fallow Deer (Dama dama)                                | ۱۰۰۰ پیش از میلاد         | حوضه مدیترانه                            | گوشت، hides, antlers                                                               |       | اهلی شده                                                                                              |                                                  |
| زالودرمانی (Hirudo medicinalis)                        | European medicinal leech (Hirudo medicinalis)          | ۸۰۰ پیش از میلاد          | اروپا، آسیا                              | bloodletting, surgery                                                              |       | |                                                  |
| طوطی طوق صورتی (Psittacula krameri)                    | Rose-ringed Parakeet (Psittacula krameri)              | نامعلوم                   | آفریقا، آسیا                             | حیوانات خانگی، پرنده سخنگو                                                         |       | |                                                  |
| حلزون رومی (Helix pomatia)                             | Roman Snail (Helix pomatia)                            | 100 AD                    | اروپا                                    | گوشت                                                                               |       | |                                                  |
| Stingless bee (Melipona beecheii)                      | Stingless bee (Melipona beecheii)                      | 180 AD                    | مکزیک، Amazon Basin                      | عسل، گرده‌افشانی                                                                    |       | نیمه‌اهلی                                                                                              |                                                  |
| قوی گنگ (Cygnus olor)                                  | Mute Swan (Cygnus olor)                                | ۱۰۰۰–۱۵۰۰                 | اروپا                                    | گوشت، چشم‌انداز، پر، باغ پرندگان                                                    |       | نیمه اهلی                                                                                             |                                                  |
| شترمرغ (Struthio camelus)                              | Ostrich (Struthio camelus)                             | سده ۱۹ میلادی             | آفریقا                                   | گوشت، تخم، پر، چرم، چربی، روغن، سواری، مسابقه                                      |       | نیمه اهلی                                                                                             |                                                  |
| مگس سرکه (Drosophila melanogaster)                     | Common fruit fly (Drosophila melanogaster)             | 1910s                     | استرالیا، آفریقای جنوبی                  | تحقیقات، food                                                                      |       | |                                                  |
| طوطی برزیلی نقابدار (Agapornis personatus)             | Yellow-collared Lovebird (Agapornis personatus)        | 1920s                     | تانزانیا                                 | حیوانات خانگی                                                                      |       | |                                                  |
| طوطی برزیلی فیشر (Agapornis fischeri)                  | Fischer's Lovebird (Agapornis fischeri)                | 1920s                     | East-Central آفریقا                      | حیوانات خانگی                                                                      |       | |                                                  |
| طوطی فیروزه‌ای (Neophema pulchella)                     | Turquoise Parrot (Neophema pulchella)                  | سده ۲۰ میلادی             | استرالیا                                 | حیوانات خانگی، نمایش                                                               |       | |                                                  |
| قورباغه پنجه‌دار آفریقایی (Xenopus laevis)              | African clawed frog (Xenopus laevis)                   | 1950s                     | آفریقای جنوبی                            | حیوانات خانگی، تحقیقات                                                             |       | |                                                  |
| Sea-Monkey (Artemia salina x nyos)                     | آرتمیا (Artemia salina)                                | 1950s                     | دریاچه ارومیه، ایران                     | حیوانات خانگی                                                                      |       | |                                                  |
| بوفالوی آمریکایی (Bison bison)                         | American bison (Bison bison)                           | سده ۲۰ میلادی             | آمریکای شمالی                            | گوشت، leather, hides                                                               |       | نیمه اهلی                                                                                             |                                                  |
| پایتون توپی (Python regius)                            | Ball python (Python regius)                            | 1960s                     | آفریقا                                   | حیوانات خانگی                                                                      |       | دراسارت زادوولد می‌کند                                                                                 |                                                  |
| Eclectus Parrot (Eclectus roratus)                     | Eclectus Parrot (Eclectus roratus)                     | 1980s                     | استرالیا، اندونزی، گینه نو، جزایر سلیمان | حیوانات خانگی                                                                      |       | |                                                  |
| طوطی‌کاکلی گل‌بهی (Cacatua moluccensis)                  | Salmon-crested Cockatoo (Cacatua moluccensis)          | 1980s                     | جزایر ملوک                               | حیوانات خانگی، نمایش، پرنده سخنگو                                                  |       | |                                                  |
| ریا بزرگ (Rhea americana)                              | Greater Rhea (Rhea americana)                          | 1990s                     | آمریکای جنوبی                            | گوشت، تخم، پر، چرم، چربی، روغن                                                     |       | نیمه اهلی                                                                                             |                                                  |
| شترمرغ استرالیایی (Dromaius novaehollandiae)           | Emu (Dromaius novaehollandiae)                         | 1990s                     | استرالیا                                 | گوشت، تخم، پر، چرم، چربی، روغن                                                     |       | نیمه اهلی                                                                                             |                                                  |
| Pale Gerbil (Gerbillus perpallidus)                    | Pale Gerbil (Gerbillus perpallidus)                    | نامعلوم                   | مصر                                      | حیوانات خانگی                                                                      |       | |                                                  |
| جرد ایرانی (Meriones persicus)                         | Persian jird (Meriones persicus)                       | نامعلوم                   | ایران                                    | حیوانات خانگی                                                                      |       | |                                                  |
| چربی-tailed Gerbil (Pachyuromys duprasi)               | چربی-tailed Gerbil (Pachyuromys duprasi)               | نامعلوم                   | مصر، لیبی، تونس، الجزایر                 | حیوانات خانگی                                                                      |       | |                                                  |
| ایگوانای سبز (Iguana iguana)                           | Green Iguana (Iguana iguana)                           | 1990s                     | آمریکای جنوبی                            | حیوانات خانگی، گوشت، چرم                                                           |       | دراسارت زادوولد می‌کند                                                                                 |                                                  |
| ایگوانای دم‌برآمده سیاه (Ctenosaura similis)            | Black Spiny-tailed Iguana (Ctenosaura similis)         | زمان نامشخص               | آمریکای مرکزی                            | حیوانات خانگی، گوشت                                                                |       | دراسارت زادوولد می‌کند                                                                                 |                                                  |
| جکوی پلنگی (Eublepharis macularius)                    | Leopard gecko (Eublepharis macularius)                 | سده ۲۰ میلادی             | پاکستان                                  | حیوانات خانگی                                                                      |       | اصلاح جزئی فیزیکی                                                                                     |                                                  |
| پایتون سبز درختی (Morelia viridis)                     | Green Tree Python (Morelia viridis)                    | mid 1990s                 | گینه نو، اندونزی، استرالیا               | حیوانات خانگی                                                                      |       | دراسارت زادوولد می‌کند                                                                                 |                                                  |
| Western Rosella (Platycercus icterotis)                | Western Rosella (Platycercus icterotis)                | نامعلوم                   | Southwest Australia                      | حیوانات خانگی                                                                      |       | |                                                  |
| طوطی کاکلی ساحلی (Calyptorhynchus banksii)             | Red-tailed Black Cockatoo (Calyptorhynchus banksii)    | اوخر دهه ۱۹۹۰ میلادی      | استرالیا                                 | حیوانات خانگی                                                                      |       | |                                                  |
| سهره رنگین‌کمان (Erythrura gouldiae)                    | Gouldian Finch (Erythrura gouldiae)                    | اوخر دهه ۱۹۹۰ میلادی      | استرالیا                                 | حیوانات خانگی، نمایش                                                               |       | |                                                  |
| گربه خال‌زنگاری (Prionailurus rubiginosus)              | Rusty-spotted cat (Prionailurus rubiginosus)           | زمان نامشخص               | هند، سری‌لانکا                            | حیوانات خانگی                                                                      |       | راحت اهلی می‌شود                                                                                       |                                                  |
| سهره ستاره‌ای (Neochmia ruficauda)                      | Star Finch (Neochmia ruficauda)                        | زمان نامشخص               | استرالیا                                 | حیوانات خانگی، نمایش                                                               |       | |                                                  |
| سهره زرد (Carduelis spinus)                            | Eurasian Siskin (Carduelis spinus)                     | زمان نامشخص               | اروپا، آسیا                              | حیوانات خانگی، آواز                                                                |       | |                                                  |
| گگوی مژه‌دار (Rhacodactylus ciliatus)                   | Crested Gecko (Rhacodactylus ciliatus)                 | نامعلوم                   | کالدونیای جدید                           | حیوانات خانگی                                                                      |       | دراسارت زادوولد می‌کند                                                                                 | تا اندازه‌ای در اسارت رایج، در طبیعت نزدیک انقراض |
| خدنگچه معمولی (Crossarchus obscurus)                   | Common kusimanse (Crossarchus obscurus)                | نامعلوم                   | آفریقای غربی                             | حیوانات خانگی                                                                      |       | دراسارت زادوولد می‌کند                                                                                 |                                                  |
| گورامی بوسه‌زن (Helostoma temminckii)                   | گورامی بوسه‌زن (Helostoma temminckii)                   | نامعلوم                   | تایلند، اندونزی                          | گوشت، حیوانات خانگی                                                                |       | اهلی شده                                                                                              |                                                  |